# Kiernozia
Kiernozia ist eine Stadt und Sitz der gleichnamigen Gemeinde im Powiat Łowicki der Woiwodschaft Łódź, Polen. Zum 1. Januar 2024 erhielt Kiernozia sein 1870 entzogenes Stadtrecht zurück.

## Gemeinde
Zur Stadt-und-Land-Gemeinde Kiernozia gehören zwanzig Ortschaften mit einem Schulzenamt:
Brodne-Józefów
Brodne-Towarzystwo
Chruśle
Czerniew
Jadzień
Jerzewo
Kiernozia
Lasocin
Natolin Kiernoski
Niedzieliska
Osiny
Sokołów-Kolonia
Sokołów-Towarzystwo
Stępów
Teresew
Tydówka
Wiśniewo
Witusza
Wola Stępowska
Zamiary
Weitere Ortschaften der Gemeinde sind Czerniew-Osada, Długie und Różanów.

## Persönlichkeiten
- Maria Walewska (1786–1817), Gräfin von Ornano, Geliebte Napoleons